# 蘇拉威西腹囊海龍
蘇拉威西腹囊海龍（学名：Microphis mento），為輻鰭魚綱棘背魚目海龍魚科的其中一種，該物種分布於亞洲菲律賓及印尼的淡水、半鹹水水域，體長可達15公分，棲息在溪流及河口區，卵胎生。